# Тонер-картридж
Тонер-картридж - це спеціальний пристрій-контейнер, в якому зберігається тонер (порошок для друку). В деяких принтерах являє собою лише тубу, яка постачає тонер в інші компоненти принтера. В середині туби встановлений шнековий механізм (мішалка), який здійснює подачу тонера назовні. В інших принтерах тонер-картридж є функціональною частиною картриджа, яка відповідає за зберігання та подачу тонера в іншу частину картриджа - фотобарабан, який відповідає за нанесення тонера на папір.